# Račić (prezime)
Račić je prezime koje se u Hrvatskoj najčešće pojavljuje u Zagrebu, Splitu, Rijeci, Vrbanju i Slavonskom Brodu.

## Osobe
- Jakša Račić (1868. — 1943.), hrvatski liječnik i političar
- Josip Račić (1885. – 1908.), hrvatski slikar
- Krešimir Račić (1932. − 1994.), hrvatski atletičar
- Puniša Račić (1886. – 1944.), agent srbijanske vlade, četnički vođa i političar